# Frédéric-Guillaume Ier de Nassau-Siegen
Frédéric-Guillaume Ier (* 20 février 1680 à Siegen; † 13 février 1722 ibidem) est le prince de Nassau-Siegen et bâtisseur du Château Inférieur.
Il est le fils aîné de Guillaume-Maurice de Nassau-Siegen et Ernestine Charlotte de Nassau-Dillenbourg. À la mort de son père, Frédéric-Guillaume n'a que 11 ans. La régence est assurée par Jean-François Desideratus de Nassau-Siegen puis par son fils Guillaume-Hyacinthe de Nassau-Siegen. C'est par une révolte contre la mauvaise gestion de Guillaume Hyacinthe que Frédéric-Guillaume a pu, le 29 mars 1707 prendre le pouvoir.

## Descendants
Il s'est marié deux fois. Le 7 janvier 1702, il épouse Élisabeth de Hesse-Hombourg (* 6 janvier 1681; † 12 novembre 1707), fille de Frédéric II de Hesse-Hombourg.
- Charlotte Frédérique (* 30 novembre 1702, décédée le 22 juillet 1785), I) ∞ Léopold d'Anhalt-Köthen (1694-1728), II) ∞ Albert-Wolfgang de Schaumbourg-Lippe (1699-1748)
- Sophie Marie (* 28 janvier 1704; † 28 août 1704)
- Sibylle Henriette (* 21 septembre 1705, décédé le 5 septembre 1712)
- Frédéric-Guillaume II de Nassau-Siegen (* 11 novembre 1706, décédé le 2 mars 1734), ∞ Sophie Polixena Concórdia comtesse de Sayn-Wittgenstein
- Sophie Élisabeth (* 7 novembre 1707, décédé le 5 octobre 1708)

Après sa mort, il épouse le 13 avril 1708 Amélie-Louise de Courlande, la fille de Frédéric II Casimir Kettler duc de Courlande et de Sophie-Amélie de Nassau-Siegen.
- Sophie Wilhelmine Adelheid (* 28 février 1709; † 16 décembre 1710)
- Charles Frédéric (* 4 mars 1710; † 25 décembre 1710)
- Charlotte Wilhelmine (* 25 avril 1711, décédée le 7 mars 1771)
- Auguste Albertine (* 9 septembre 1712, décédée le 22 février 1742), ∞ Karl Friedrich Wilhelm von Sayn-Wittgenstein-Hohenstein (* 29 janvier 1708, décédé le 9 juin 1756)
- Louis Ferdinand (* 29 mars 1714; † 26 février 1715)
- Caroline Amélie Adolfine (* 26 novembre 1715; † 1752), ∞ Christian Auguste de Solms-Laubach
- Guillaume Moritz (* 1er mars 1717, décédé le 5 août 1719)
- Elisabeth Hedwige (* 19 avril 1719; † 10 janvier 1789), ∞ Charles Frédéric Guillaume de Sayn et Wittgenstein-Hohenstein